# Castle Crashers
Castle Crashers ist ein 2D-Beat-’em-up des Entwicklerstudios The Behemoth. Die Xbox-360-Version ist am 27. August 2008 in Deutschland erschienen, die PlayStation-3-Version erst am 3. November 2010. Die Version für Windows und Mac OS ist am 16. August 2012 exklusiv bei Steam erschienen. Es spielt in einer mittelalterlichen Welt, in der ein dunkler Magier einen magischen Kristall stiehlt und vier Prinzessinnen entführt. Vier Ritter werden vom König entsandt, um den Kristall und die Prinzessinnen zurückzubringen.

## Handlung
Castle Crashers spielt in einer mittelalterlichen Welt im Comic-Look. Zu Beginn findet sich der Spieler als einer von vier Rittern auf einer Party. Doch als ein anderer Ritter blutend die Treppe herunterstürzt, müssen die vier Ritter das Schloss des Königs vor Barbaren verteidigen. Doch sie kommen zu spät, sodass ein böser Zauberer die vier Töchter des Königs, welcher den Rittern befiehlt die Prinzessinnen zu befreien, entführt. Auf ihrer Reise kämpfen die Ritter gegen verschiedenste Wesen aller Art. Jede Prinzessin wird von einem Endgegner beschützt. Nachdem alle Prinzessinnen befreit und der Zauberer besiegt ist endet das Spiel.

## Spielprinzip
Castle Crashers ist ein Beat ’em up mit Elementen eines Rollenspiels. Im Spiel sind 31 spielbare Charaktere verfügbar, welche man nach und nach freischalten oder durch herunterladbaren Erweiterungspakete (DLCs) zusätzlich erwerben muss. Nach der Auswahl des Charakters muss der Spieler auf einer Karte die zu spielende Spielstufe auswählen. Nach Abschluss einer Spielstufe hat der Spieler die Wahl, es erneut zu spielen, oder zu einer anderen Spielstufe zu wechseln. Die Karte zeigt auch Geschäfte, in denen die Spielfigur Gegenstände und Waffen mit, von Gegnern erbeuteten, Münzen kaufen kann.
Castle Crashers unterstützt das kooperative Spielen mit bis zu vier Spielern, entweder lokal oder online. Jeder der Vier kann dabei Erfahrungspunkte, Ausrüstung und Waffen erwerben. Im Kampf hat der Spieler die Wahl zwischen Nahkampf und Fernkampf. Im Nahkampf kann der Spieler mit vielen verschiedenen Schwertern, Keulen und Äxten angreifen. Im Fernkampf stehen dem Spieler ein Bogen und seine Magie zur Verfügung. Jeder Charakter besitzt eine einzigartige, magische Fähigkeit und eine Lebensleiste, welche das übrige Leben des Charakters anzeigt. Wenn diese leer ist, bedeutet das im Einzelspieler-Modus, dass der Spieler die Spielstufe von neuem beginnen muss, im Mehrspieler können die Mitspieler ihn wiederbeleben.
Die Charaktere sammeln durch das Töten von Gegnern Erfahrungspunkte, mit welchen sie in der Stufe aufsteigen. In jeder gewonnenen Stufe bekommt der Spieler Punkte, die er in eine der vier Attribute investieren kann. Er hat die Wahl zwischen Stärke, Magie, Verteidigung und Beweglichkeit. Auch die zahlreichen Waffen im Spiel haben positive und negative Auswirkungen auf die Attribute der Charaktere. Der Spieler kann Tiere finden, die ihn begleiten und im Kampf unterstützen, oder die die Attribute verbessern. Neben dem Hauptspiel bietet Castle Crashers auch einige Minispiele für bis zu vier Spieler.